# Soldat Ivan Brovkin
Soldat Ivan Brovkin (Солдат Иван Бровкин) è un film del 1955 diretto da Ivan Vladimirovič Lukinskij.